# Denis Zvizdić

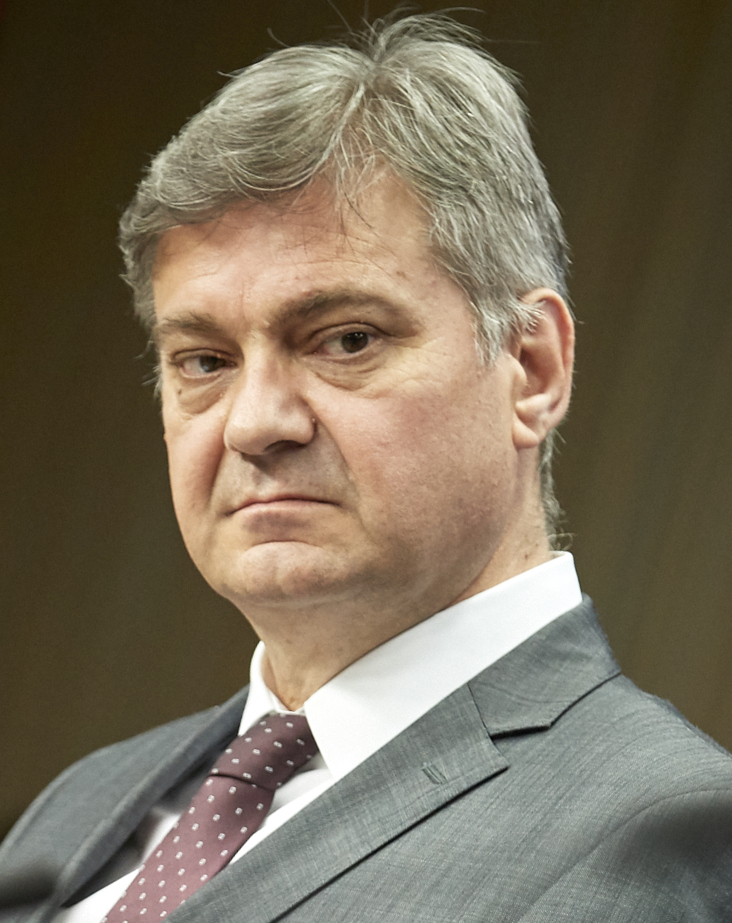
Denis Zvizdić (2018)

Denis Zvizdić (* 9. Juni 1964 in Sarajevo, SFR Jugoslawien) ist ein bosnisch-herzegowinischer Politiker. Er war vom 31. März 2015 bis zum 23. Dezember 2019 Vorsitzender des Ministerrats von Bosnien und Herzegowina. Zvizdić gehörte der Partei der demokratischen Aktion (SDA) bis 2021 an.
Er promovierte 2007 an der Fakultät für Architektur der Universität von Sarajevo, wo er später auch als Assistenzprofessor tätig war.
2003 bis 2006 war er Premierminister des Kantons Sarajevo, 2006 bis 2010 Vorsitzender der Versammlung des Kantons Sarajevo. 2010 wurde er in das Parlament der Föderation Bosnien und Herzegowina gewählt und war dort bis 2012 Parlamentspräsident.